# Bandidus hyalinus
Bandidus hyalinus là một loài côn trùng trong họ Myrmeleontidae thuộc bộ Neuroptera. Loài này được Tillyard miêu tả năm 1916.